# Becejły
Becejły – wieś w Polsce położona w województwie podlaskim, w powiecie suwalskim, w gminie Szypliszki.
W latach 1975–1998 miejscowość administracyjnie należała do województwa suwalskiego.
Becejły znajdują się pomiędzy dwoma jeziorami: Szelment Mały i Iłgiel. Przez wieś przebiega droga wojewódzka nr 651 Sejny – Gołdap.
Od VIII do XIX w. zamieszkiwali w okolicy potomkowie plemion bałtyckich – Jaćwingów. Od XIII/XIV w. do 1795 roku wieś należała do Wielkiego Księstwa Litewskiego. Nazwa Beceilų wymieniania jest w źródłach po raz pierwszy w XV wieku. Obecne założenie wsi powstało w XVIII w. Okoliczne lasy i jeziora posiadłości należały do króla, później przeszły do prywatnej własności. W okresie II Rzeczypospolitej wieś i cała obecna gmina Szypliszki znajdowała się w granicach Polski.

## Zabytki
- Kościół par. pw. Matki Boskiej Częstochowskiej, mur., 1929–1937, 1951 (decyzja A-66 z 3.11.2003)[7], klasycystyczny, wieża stanowi część fasady i stanowi pozostałość po poprzedniej świątyni, nawy kryte ornamentowanym sklepieniem żaglowym. W wyposażeniu ołtarze w stylu empire[8].
- Ogrodzenie z bramą przy kościele par. pw. Matki Boskiej Częstochowskiej (A-66 z 3.11.2003)
- Cmentarz parafialny rzymskokatolicki (616 z 10.01.1989)
- Pęknięty głaz o obwodzie ok. 6 m. obok kościoła.

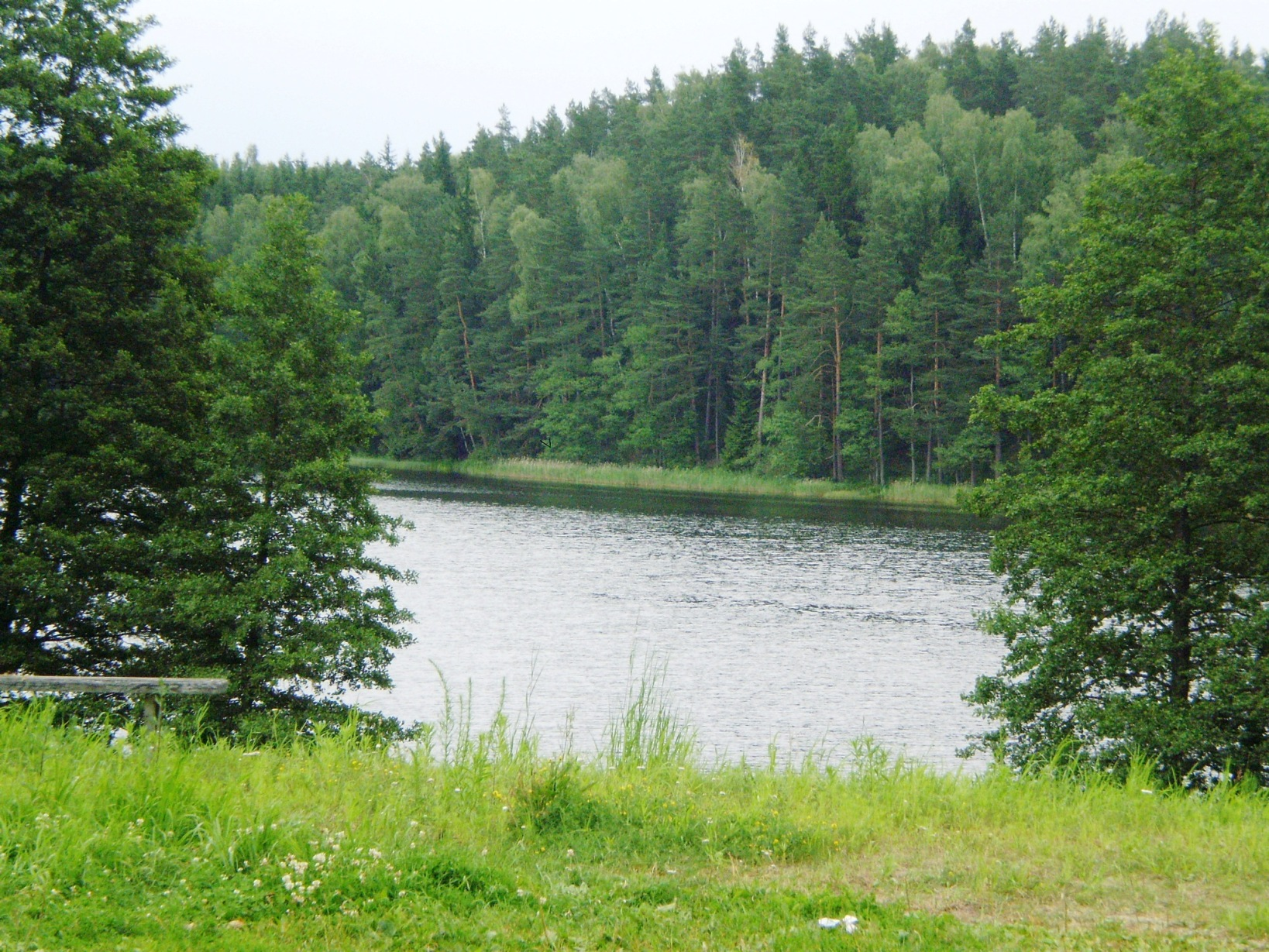
Jezioro Iłgiel
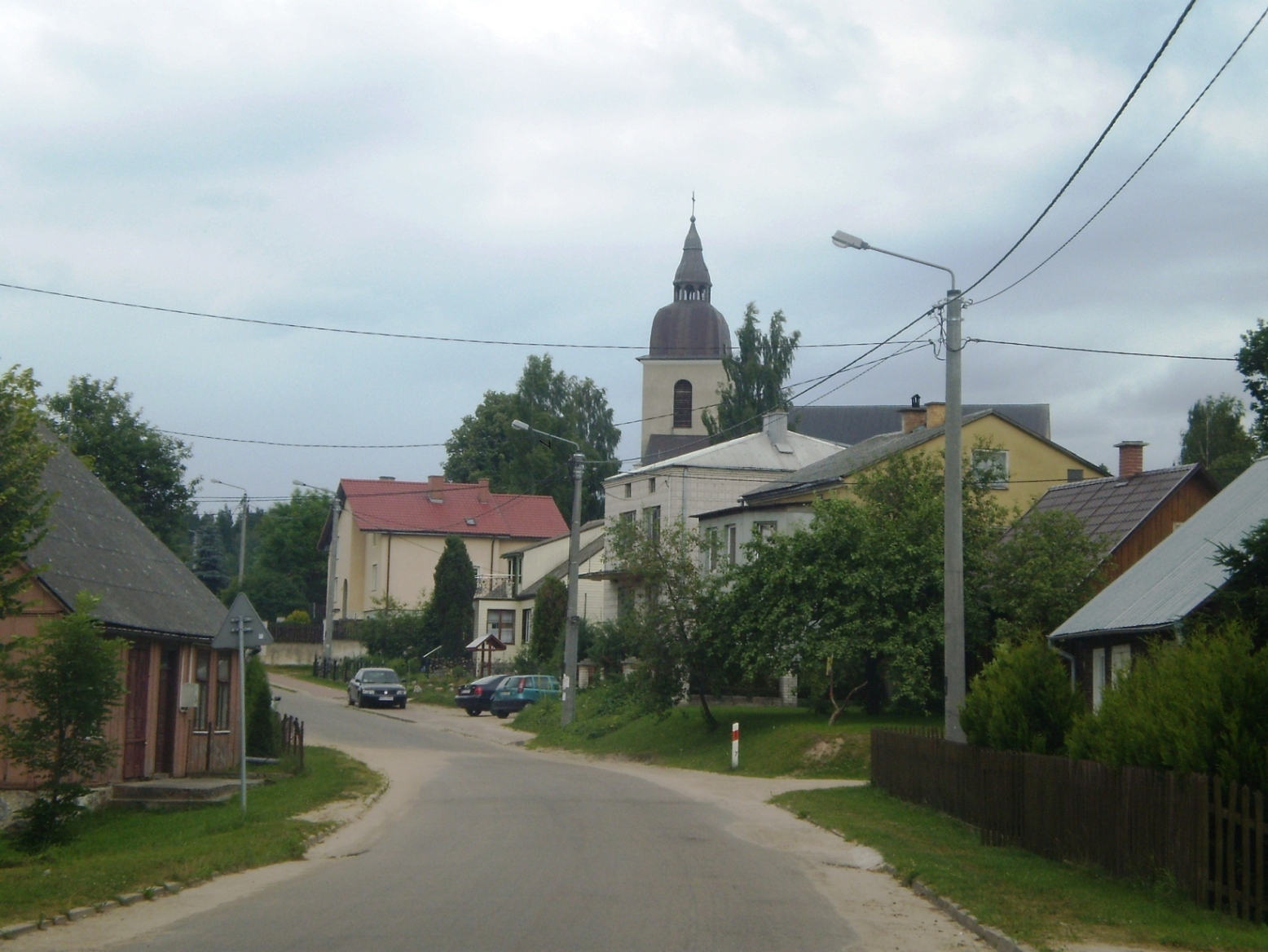
Główna droga we wsi
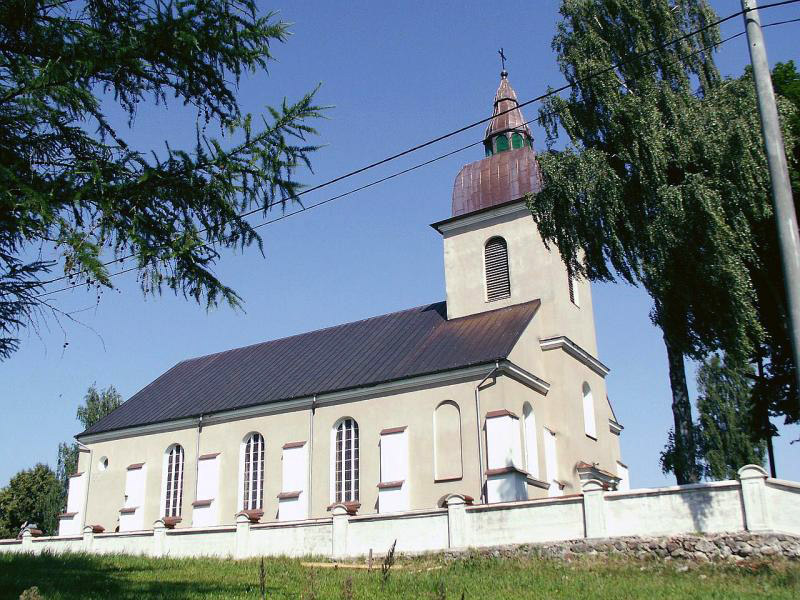
Kościół pw. MB Częstochowskiej